# Sato Shinnosuke
Shinnosuke Sato (sinh ngày 9 tháng 5 năm 1991) là một cầu thủ bóng đá người Nhật Bản.

## Sự nghiệp câu lạc bộ
Shinnosuke Sato đã từng chơi cho JEF United Chiba và Roasso Kumamoto.